# 回响音乐
回响音乐（英語：Dub music）是一种于20世纪60年代从雷鬼发展出来的电子音乐风格 虽然经过长年发展它已经超出了雷鬼音乐的范畴，但依然被普遍地认为是其子流派之一。 从现有唱片采样，明显地剪辑和重塑所采样的片段，并重新混音是回响音乐的重要风格特征， ，常用的手法包括：消除原有的人声、突出律动的部分（从原曲中提取鼓和贝斯元素的行为有时被称作“riddim”）、偶尔加入原曲或其他曲目的人声或器乐片段并运用大量混响与回声效果器。回响也是流行电子乐的早期原型。
在1960年代末的回响音乐先驱们包括Osbourne "King Tubby" Ruddock、Lee "Scratch" Perry和Errol Thompson等等。Augustus Pablo因在回响音乐中加入口风琴而得名，他同样也是此风格的先驱者之一。在舞池环境之外的混音台上做类似实验的还有Clive Chin and Herman Chin Loy. 这些制作人，尤其是Ruddock和Perry, 都将调音台视为乐器，重新编排曲目使之成为全新的不同的作品。罗兰空间回声效果器（The Roland Space Echo）在1970年代早期被回响音乐制作人广泛用于创造回声和延迟的效果。
回响音乐曾经受到许多其他音乐风格的影响，包括摇滚乐（最明显的是后朋克，其次是其他朋克音乐）、流行音乐、嘻哈音乐、后迪斯科、以及晚期的浩室音乐、科技音乐、氛围音乐、电子舞曲等等。回响音乐是丛林音乐和鼓打贝斯的根基，而传统的回响音乐也存活了下来，它的创始人如Lee "Scratch" Perry和Mad Professor依然持续地出产新作品。